# Hornera falklandica
Hornera falklandica är en mossdjursart som beskrevs av John Borg 1944. Hornera falklandica ingår i släktet Hornera och familjen Horneridae. Inga underarter finns listade i Catalogue of Life.